# The Eight

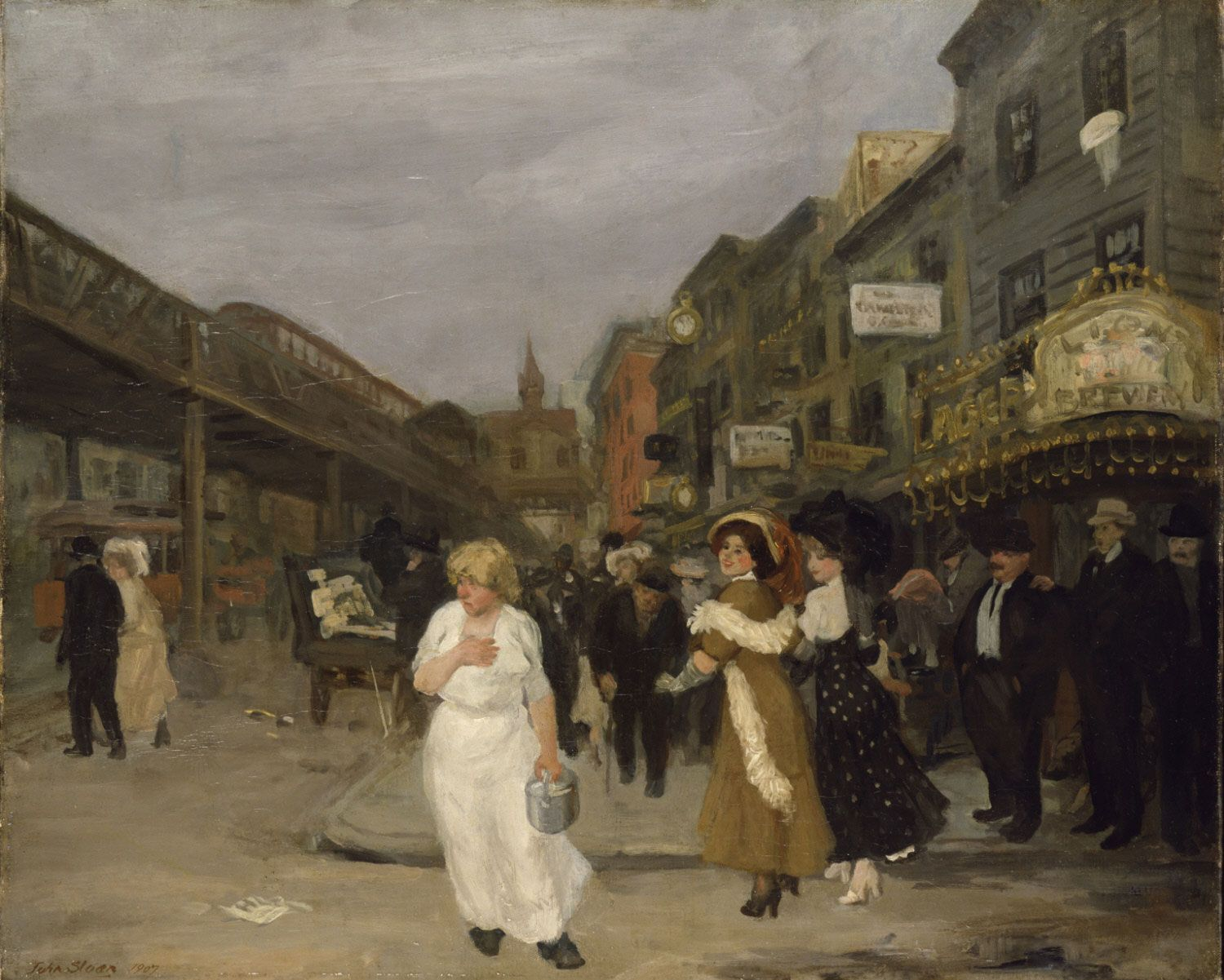
Sixth Avenue and Thirtieth Street von John Sloan, 1907. Philadelphia Museum of Art

Die Künstlergruppe The Eight war eine Vereinigung US-amerikanischer Maler, die 1908 in New York City gemeinsam ausstellten und einen bedeutenden Einfluss auf die Entwicklung der amerikanischen Kunst im 20. Jahrhundert hatten. Die ursprünglichen Mitglieder waren Robert Henri, Everett Shinn, John Sloan, Arthur B. Davies, Ernest Lawson, Maurice Prendergast, George Luks und William J. Glackens. Später schloss sich auch George Bellows der Gruppe an. Ihr Ziel war es, die Kunst näher an das alltägliche Leben heranzuführen und sich gegen die dominierenden europäischen ästhetischen Traditionen zu stellen.
Die Künstler von The Eight nutzten das pulsierende Leben in New York als Inspiration und stellten ungeschönte Ansichten des Stadtlebens dar, einschließlich Szenen aus Salons, Mietskasernen, Billardhallen und Slums. Einige Mitglieder entwickelten einen rauen, realistischen Stil mit kräftigen Pinselstrichen auf dunklem Grund, beeinflusst von Künstlern wie Édouard Manet und Gustave Courbet. Andere, wie Prendergast und Davies, verfolgten unterschiedliche stilistische Ansätze.
Die einzige gemeinsame Ausstellung der Gruppe fand 1908 in der Macbeth Gallery in New York statt und war eine Reaktion auf die restriktiven Ausstellungspolitiken der National Academy of Design. Obwohl die Ausstellung gut besucht war, erhielt sie gemischte Kritiken; einige lobten den Mut der Künstler, während andere die vermeintlich schlechte Zeichentechnik und die düsteren Themen bemängelten. Einige Jahre nach dieser Ausstellung gingen die Mitglieder von The Eight in der größeren Gruppe der Ashcan School auf, die ähnliche Ziele verfolgte und den Weg für eine eigenständige amerikanische Malerei im 20. Jahrhundert ebnete.